# Wolf Mankowitz
Cyril Wolf Mankowitz (7. listopadu 1924 Londýn – 20. května 1998 Durrus, Hrabství Cork, Irsko) byl anglický spisovatel, dramatik a scenárista.

## Život
Narodil se v rusko-židovské rodině drobného obchodníka v East Endu, která přišla do Londýna před první světovou válkou. Ačkoliv pocházel z velmi chudých poměrů, díky stipendiím pro nadané žáky vystudoval East Ham Grammar School for Boys a poté Downing College na Universitě v Cambridge, kde byl žákem Franka Raymonda Leavise. Během druhé světové války pracoval jako dobrovolník v dolech a později sloužil v armádě. Studia dokončil až v roce 1946.
Věnoval se studiu anglického porcelánu, o kterém napsal několik odborných statí, především o značce Wedgwood. V padesátých letech začal publikovat své prózy, které měly okamžitý úspěch. Některá díla byla zdramatizována jako muzikály (Make me an offer, tento muzikál byl v Československu uveden pod názvem Bleší trh) a rovněž zfilmována (Make Me an Offer, 1954, režie Cyril Frankel; A Kid for Two Farthings, 1955, režie Carol Reed). 
S divadelním producentem Oscarem Lewensteinem založil v roce 1955 úspěšné divadlo. Byl autorem televizních inscenací a měl v televizi několik diskusních pořadů. Vedle toho vlastnil prodejny s porcelánem Wedgwood (Piccadilly Arcade), spoluzaložil restauraci The White Elephant v Londýně, spoluvlastnil jeden z nejznámějších londýnských klubů The Pickwick Club a měl plantáže na ostrově Barbados.
V roce 1958 napsal muzikál Expresso Bongo na námět života zpěváka a teenagerského idolu Tommyho Steela. O rok později byl tento muzikál zfilmován s Cliffem Richardem a Laurencem Harveym v hlavních rolích. Film režíroval Val Guest.
Ve druhé polovině sedmdesátých let jeho díla přestala být úspěšná. V roce 1984 natočil dokumentární film o jidiš kinematografii 30. let s názvem Almonds and Raisins (Mandle a rozinky).
Napsal knihu o Charlesu Dickensovi (Dickens of London, 1977), která byla později zpracována jako televizní seriál. Další monografii věnoval Edgaru Allanu Poeovi (The Extraordinary Mr. Poe, 1978)
V roce 1982 začal vyučovat divadlo a angličtinu na Univerzitě v Novém Mexiku. Zůstal zde až do konce osmdesátých let, poté se vrátil zpět do Irska.

### Osobní život
V roce 1944 se oženil s Ann Margaret Seligman (1924-2004), levicově smýšlející psychoanalytičkou, se kterou se seznámil během studií v Cambridge. Manželé měli čtyři syny. Jedním z nich je fotograf Gered Mankowitz (*1946), který je známý mimo jiné svými fotografiemi rockových hudebníků 60. - 80. let 20. století.
Podle dokumentů, které byly zveřejněny v roce 2010, byl Mankowitz v letech 1944-1957 sledován bezpečnostní službou MI5 pro podezření z komunistické agitace a ze špionáže pro Sovětský svaz.
V roce 1962 se rodina přestěhovala na Barbados. V sedmdesátých letech přesídlil do Irska, mimo jiné z daňových důvodů. V roce 1971 se stal honorárním konzulem Panamské republiky v Irsku. Věnoval se tvorbě koláží, které z nich byly vystaveny v Dublinu a v Londýně.
Zemřel na rakovinu, jeho popel je uložen v Golders Green Crematorium v Londýně.

### Mankowitz a Československo
Opakovaně navštívil Prahu. Podle Jiřího Muchy (doslov k českému vydání U Mendelmanů hoří z roku 1975) ji rád navštěvoval s tím, že „je to jediné místo, kde je bezstarostný a v klidu, protože si tady nemůže ani otevřít obchod, ani koupit doly ani zařídit výrobu hrnců“. Údajně zakoupil autorská práva na anglický překlad Haškova Švejka, podle kterého chtěl napsat muzikál.

## Dílo

### Odborné publikace
- The Portland Vase and the Wedgwood Copies (Portlandská váza a wedgewoodské kopie, 1953)
- Concise Encyclopaedia of English Pottery and Porcelain (Stručná encyklopedie anglické keramiky a porcelánu, spoluautor, 1957)

### Próza
- Make me an offer (Nabídněte, 1952),
- A kid for two farthings (Kůzle za dva groše, 1953)
- Laugh Till You Cry (Směj se až k slzám, 1955)
- My Old Man's a Dustman (Můj otec popelář, 1956)
- The Mendelman Fire and Other Stories (U Mendelmanů hoří, 1957)
- Expresso Bongo (1958) na námět kariéry Tommyho Steela

### Scénáře
Vedle filmového přepracování vlastních děl se podílel jako scenárista na řadě filmů, například:
- The Bespoke Overcoat (1956) podle Gogolovy povídky Plášť, režie Jack Clayton Film dostal v roce 1957 Oscara za nejlepší krátký film.[5]
- Trapeze (Trapez 1956), hlavní role: Burt Lancaster, Tony Curtis a Gina Lollobrigida, režie Carol Reed.
- The Millionairess (Milionářka, 1960) námět G. B. Shaw, hlavní role Peter Sellers a Sofia Loren, režie Anthony Asquith
- The Day the Earth Caught Fire (Den, kdy svět vzplanul, 1961)
- Waltz of the Toreadors (Valčík toreadorů, 1962)
- Dr. No (1962)
- Casino Royale (1967)

### České překlady
- Bleší trh : musical o 2 dílech (Make me an offer), překlad: Jiří Mucha, překlad písňových textů: Petr Kopta, Dilia, 1962
- U Mendelmanů hoří, překlad: Soňa Vávrová (U Mendelmanů hoří) a Hanuš Kotek (Kůzle za dva groše, Nabídněte), Mladá fronta, 1965, edice Kapka, svazek 83
- Belle čili Balada o vrahu Crippenovi (Belle or the Ballad of Doctor Crippen), hudba a texty písní: Monty Norman, překlad: Jiří Mucha, texty písní: Jiří Flíček, Dilia, 1966